# Delroy Scott
Delroy Scott (Kingston, 22 gennaio 1947 – Miami, 24 luglio 2018) è stato un calciatore giamaicano, di ruolo centrocampista.

## Carriera

### Club
Scott inizia la carriera in patria, giocando prima nel Cavalier. Nel 1967 si trasferisce negli Stati Uniti d'America per giocare negli Atlanta Chiefs. Con gli Chiefs ottenne il quarto posto della Western Division della NPSL, non riuscendo così a qualificarsi per la finale della competizione, poi vinta dagli Oakland Clippers. Con il sodalizio di Atlanta vinse la NASL 1968.
L'anno dopo giunge secondo in campionato come la stagione seguente, l'ultima in forza agli Chiefs.

### Nazionale
Nel 1965 con la sua nazionale giunse a giocare il secondo turno delle qualificazioni al campionato mondiale 1966.
Nell'agosto 1965 è convocato per gli incontri d'esibizione dell'Independence Football Festival.
Nel 1968 Scott con la sua nazionale chiude all'ultimo posto del Gruppo 3 delle qualificazioni al campionato mondiale di calcio 1970 della CONCACAF.

#### Cronologia presenze e reti in Nazionale[4]
| Cronologia completa delle presenze e delle reti in nazionale ― Giamaica | Cronologia completa delle presenze e delle reti in nazionale ― Giamaica | Cronologia completa delle presenze e delle reti in nazionale ― Giamaica | Cronologia completa delle presenze e delle reti in nazionale ― Giamaica | Cronologia completa delle presenze e delle reti in nazionale ― Giamaica | Cronologia completa delle presenze e delle reti in nazionale ― Giamaica | Cronologia completa delle presenze e delle reti in nazionale ― Giamaica | Cronologia completa delle presenze e delle reti in nazionale ― Giamaica |
| Data                                                                    | Città                                                                   | In casa                                                                 | Risultato                                                               | Ospiti                                                                  | Competizione                                                            | Reti                                                                    | Note                                                                    |
| ----------------------------------------------------------------------- | ----------------------------------------------------------------------- | ----------------------------------------------------------------------- | ----------------------------------------------------------------------- | ----------------------------------------------------------------------- | ----------------------------------------------------------------------- | ----------------------------------------------------------------------- | ----------------------------------------------------------------------- |
| 16-1-1965                                                               | Kingston                                                                | Giamaica                                                                | 2 – 0                                                                   | Cuba                                                                    | Qual. Mondiali 1966                                                     | -                                                                       |                                                                         |
| 23-1-1965                                                               | Kingston                                                                | Giamaica                                                                | 2 – 0                                                                   | Antille Olandesi                                                        | Qual. Mondiali 1966                                                     | -                                                                       |                                                                         |
| 3-2-1965                                                                | L'Avana                                                                 | Antille Olandesi                                                        | 0 – 0                                                                   | Giamaica                                                                | Qual. Mondiali 1966                                                     | -                                                                       |                                                                         |
| 8-2-1965                                                                | L'Avana                                                                 | Cuba                                                                    | 2 – 1                                                                   | Giamaica                                                                | Qual. Mondiali 1966                                                     | -                                                                       |                                                                         |
| 11-5-1965                                                               | San José                                                                | Costa Rica                                                              | 7 – 0                                                                   | Giamaica                                                                | Qual. Mondiali 1966                                                     | -                                                                       |                                                                         |
| 27-11-1968                                                              | San José                                                                | Costa Rica                                                              | 3 – 0                                                                   | Giamaica                                                                | Qual. Mondiali 1970                                                     | -                                                                       |                                                                         |
| 1º-12-1968                                                              | San José                                                                | Costa Rica                                                              | 3 – 1                                                                   | Giamaica                                                                | Qual. Mondiali 1970                                                     | -                                                                       |                                                                         |
| 5-12-1968                                                               | Tegucigalpa                                                             | Honduras                                                                | 3 – 1                                                                   | Giamaica                                                                | Qual. Mondiali 1970                                                     | -                                                                       |                                                                         |
| 8-12-1968                                                               | Tegucigalpa                                                             | Honduras                                                                | 2 – 0                                                                   | Giamaica                                                                | Qual. Mondiali 1970                                                     | -                                                                       |                                                                         |
| Totale                                                                  |                                                                         | Presenze                                                                | 9+                                                                      |                                                                         | Reti                                                                    | ?                                                                       |                                                                         |

## Palmarès
- Campionato NASL: 1

Atlanta Chiefs: 1968